# L'Invitation
L'Invitation is een Frans-Zwitserse dramafilm uit 1973 onder regie van Claude Goretta.

## Verhaal
Een kantoorbediende erft een grote som geld van zijn overleden moeder. Hij koopt er een buitenhuis mee. Daar nodigt hij op een dag zijn collega's uit. In deze ongewone situatie borrelt de jaloezie naar boven die op de werkvloer altijd verborgen blijft.

## Rolverdeling
| Acteur          | Personage |
| --------------- | --------- |
| Jean-Luc Bideau | Maurice   |
| François Simon  | Emile     |
| Jean Champion   | Alfred    |
| Corinne Coderey | Simone    |
| Michel Robin    | Remy      |
| Cécile Vassort  | Aline     |
| Rosine Rochette | Hélène    |
| Jacques Rispal  | René      |